# Seznam míšeňských markrabat

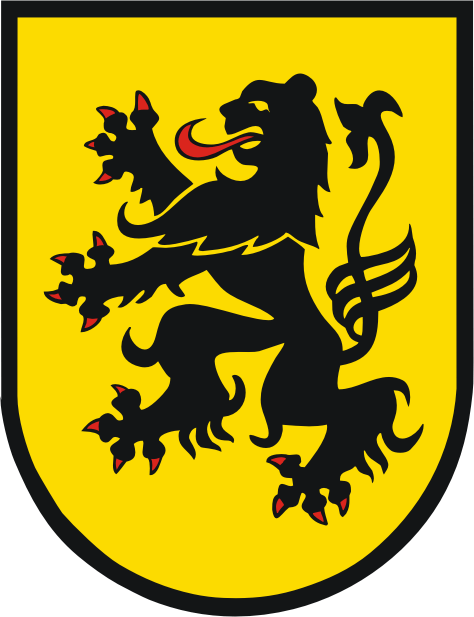
Míšeňská lvice

Toto je seznam míšeňských markrabat, panovníků Míšeňského markrabství, někdejšího územního státu při jihovýchodní hranici Německé říše.
Míšeňská marka (kolébka Saska) byla založena roku 965 císařem Otou I. Roku 929 nechal král Jindřich I. na míšeňském Burgbergu zřídit opevnění. Centrem celého markrabství, ze kterého se později vyvinulo Saské království, se stal říšský hrad Míšeň.
Wettinové od 13. století během expanze své země díky dobře organizované správě upevňovali svou moc. Míšeňský úřad, poprvé písemně zmíněný v roce 1334, se rozprostíral od Mohornu na jihu po Riesu na severu a od Labe na východě po linii Mügeln-Döbeln na západě.

## Markrabata
| Jméno                       | Období    | Poznámky                               |
| --------------------------- | --------- | -------------------------------------- |
| Wigbert                     | 965–976   |                                        |
| Jetmar I.                   | 976–979   | (též markrabě merseburský)             |
| Gunther z Merseburgu        | 981–982   | (též markrabě merseburský)             |
| Rikdag II.                  | 978–985   | (od roku 982 též markrabě merseburský) |
| Ekkehard I.                 | 0985–1002 | Syn Gunthera                           |
| Gunzelin Kukenburský        | 1002–1009 | Bratr Ekkeharda I.                     |
| Heřman I.                   | 1009–1038 | Syn Ekkeharda I. a synovec Gunzelinův  |
| Ekkehard II.                | 1038–1046 | Bratr Heřmana I.                       |
| Vilém Výmarsko-Orlamündský  | 1046–1062 |                                        |
| Ota I. Výmarsko-Orlamündský | 1062–1067 |                                        |
| Ekbert I.                   | 1067–1068 |                                        |
| Ekbert II.                  | 1068–1089 |                                        |
| Vratislav II.               | 1076–1089 |                                        |
| Jindřich I.                 | 1089–1103 |                                        |
| Jindřich II.                | 1103–1123 |                                        |
| Wiprecht II.                | 1123–1124 |                                        |
| Heřman I. Winzenburský      | 1124–1129 | (z rodu hrabat formbašských)           |
| Konrád I. Veliký            | 1129–1157 |                                        |
| Ota II. Bohatý              | 1157–1190 |                                        |
| Albrecht I. „Statečný“      | 1190–1195 |                                        |
| Jetřich „Utlačovaný“        | 1198–1221 |                                        |

## Markrabata míšeňská a lankrabata durynská
| Jméno                               | Období    | Poznámky |
| ----------------------------------- | --------- | -------- |
| Jindřich III. „Vznešený“            | 1218–1288 |          |
| Albrecht II. „Zvrhlý“               | 1288–1291 |          |
| Bedřich I. „Statečný“ („Pokousaný“) | 1291–1323 |          |
| Bedřich II. „Vážný“                 | 1323–1349 |          |
| Bedřich III. „Přísný“               | 1349–1381 |          |
| Vilém I. „Jednooký“                 | 1382–1407 |          |
| Vilém II. „Bohatý“                  | 1407–1425 |          |

Od roku 1425 byla markrabata míšeňská zároveň saskými kurfiřty.

## Markrabata míšeňská a saští vévodové (hlavy dynastie Wettinů)
Od roku 1921 měl každý vrcholný představitel dynastie Wettinů titul markrabě míšeňský.
| Jméno                           | Období         | Poznámky                                                                                   |
| ------------------------------- | -------------- | ------------------------------------------------------------------------------------------ |
| Fridrich August III. Saský      | 1918/1921–1932 | Jako král saský abdikoval v roce 1918                                                      |
| Bedřich Kristián Saský          | 1932–1968      | I přes druhorozenectví, neboť korunní princ Jiří byl coby duchovní z následnictví vyloučen |
| Maria Emanuel markrabě míšeňský | od roku 1968   | Žije u Ženevského jezera                                                                   |
| Princ Alexandr Saský-Gessaphe   | nominován      | Od roku 1999 adoptivní syn Marii Emanuela                                                  |